# Yacouba Konaté
Yacouba Konaté (3 maggio 1953) è un critico d'arte ivoriano, professore di filosofia e critica d'arte all'Università di Abidjan, in Costa d'Avorio.

## Biografia
Yacouba Konaté nasce il 3 maggio 1953 in Costa d'Avorio. Si laurea all'università Cocody di Abidjan e svolge il suo dottorato di ricerca sulla Scuola di Francoforte alla Sorbona (Università di Parigi IV) sotto la direzione del professor Marc Jimenez, che ha avuto un importante ruolo nel far conosce in Francia gli studi di Adorno.
Yacouba Konaté è titolare della cattedra di filosofia all'Università Cocody di Abidjan e docente di estetica.
Nel 1998 è professore Fulbright Professor all'Università di Stanford; tra 2004 e il 2008 insegna all'EHESS École des hautes études en sciences sociales di Parigi. Nel 2007 insegna all'Università di Laval in Canada e nel 2007 è Carter Fellow all'Università della Florida a Gainesville.
Nel 1998 scrive il saggio sull'artista ivoriano Christian Lattier: Le sculpteur aux mains nues (Lo scultore a mani nude).
Nel 2000 è direttore dell'Istituto nazionale di arte e cultura della Costa d'Avorio ed è direttore del gabinetto dei ministeri della cultura e Francofonia.
Dirige l'Institut national supérieur des Arts et de l'action culturelle di Abidjan. È membro del consiglio scientifico de l'Académie des Sciences, de la Culture et des Arts d'Afrique et des diasporas ed è uno degli esperti per lo sviluppo culturale dell'Unione europea dal 1997. Fa parte del Consiglio di amministrazione dell'AICA (Associazione internazionale dei critici d'arte); a novembre 2008 è nominato presidente. È il direttore della sede africana (Bureau Afrique) della Fondazione Jean-Paul Blachère.
Il 14 settembre 2010 ad Abidjan viene organizzato un omaggio al ruolo nazionale e internazionale e al lavoro di studio, ricerca e curatoriale di Yacouba Konaté; l'evento e la tavola rotonda sono curati da David Soro.

## Attività
Yacouba Konaté ha lavorato e realizzato esposizioni, presentazioni, ricerche e progetti artistici in Sudafrica, Burkina Faso, Benin, Camerun, Egitto, Gambia, Ghana, Guinea, Nigeria, Mali, Marocco, Mozambico, Niger, Senegal, Togo, Zimbabwe, Francia, Germania, Paesi Bassi, Belgio, Slovenia, Croazia, Polonia, Italia, Spagna, Stati Uniti, Canada, Brasile, Cuba e India.
Il lavoro curatoriale di Yacouba Konaté è caratterizzato da un approccio storico e da un'attenzione per i grandi protagonisti dell'arte contemporanea africana. Nelle sue mostre e nelle sue interviste, conferenze e pubblicazioni ribadisce costantemente il ruolo dei grandi maesti del continente africano, tra i quali cita Christian Lattier, Ousmane Sow, Willy Berseur, Daryl Lo, Frédéric Bruly Bouabré. In questa direzione si colloca la mostra organizzata all'interno della Biennale di Dakar del 2004 nella sede della Galleria nazionale di Dakar che presenta le opere dei tre protagonisti Christian Lattier, Joseph Francis Sumégné e Tapfuma Gutsa.
Yacouba Konaté sostiene la produzione artistica della Costa d'Avorio attraverso esposizioni, conferenze e pubblicazioni.

### Esposizioni
Yacouba Konaté cura numerose esposizioni tra le quali "L'Afrique à jour" a Lilla (settembre 2000) e "South meets West" ad Accra e Berna (dicembre 1999 e giugno 2000).
- Africa Africa: Vibrant New Art from a Dynamic Continent. A cura di Rajae Benchemsi, Rob Burnet, Yacouba Konaté, Toshio Shimizu, Jean-Hubert Martin, Tobu Museum of Art, Tokyo (11/09-24/11/1998).
- “L'Afrique à jour”, Mostra a Lilla, 2000
- South meets West, Berna, 2000. A cura di Bernhard Fibicher, Yacouba Konaté e Yuonre Vera, Accra (10/11-05/12/1999); Berna (06/04-25/06/2000).
- Abidjan International Exhibition of Visual Arts, 2001
- Willie Bester Exhibition in Bruxelles, 2001
- Foire Internationale Africaine Des Arts Plastiques (FIAAP), 2001
- Dak'Art 2006: Biennale di Dakar. Direttore artistico
- AfriqueEurope: Reves croises (14/11- 10/12/2007), Ateliers des Tanneurs, Brussels, Belgium. Con El Anatsui, Nu Barreto, Berry Bickle and Luis Basto, Frédéric Bruly Bouabré, Dilomprizulike, Mustapha Dimé, El Loko, Tapfuma Gutsa, Annie Haloba, Jak Katarikawe, Jems Robert Koko-Bi, Abdoulaye Konate, Bill Kouelany, Siriki Ky, Ndary Lo, Toyin Loye, Churchill Madikida, Jöel Mpah Dooh, Francis Mampuya, Ingrid Mwangi, Robert Hutter, Serigne Niang, Babacar Niang, Samuel Olou, Freddy Tsimba, and Guy Bertrand Wouété.
- Africa, Assume Art Position! Primo Marella Gallery, Milano, 2010. Un progetto di Primo Giovanni Marella, a cura di Yacouba Konaté con Mounir Fatmi, Cameron Platter, Soly Cissé, Barthélémy Toguo, Abdoulaye Konaté, Joel Andrianomearisoa, Perter Eastman, Nandipha Mntambo, Moridja Kitenge Banza, Stuart Bird, Athi Patra Ruga, Vitshios Mwilambwe Bondo, Primo Marella Gallery, Milano (12/11/2010-30/01/2011).

#### Yacouba Konaté e la Biennale di Dakar
Il ruolo e il coinvolgimento di Yacouba Konaté all'interno della Biennale di Dakar è molto significativo. Oltre ad aver prodotto pubblicazioni e studi sull'evento, il curatore è coinvolto nella manifestazione all'interno di numerose edizioni. Durante Dak'Art 2006 partecipa all'Atelier Tenq organizzato da Clémentine Deliss come evento a latere della biennale; È membro del comitato di selezione e di giuria della biennale durante Dak'Art 1998. Durante Dak'Art 2000 contribuisce con un testo al catalogo dell'evento, partecipa ai dibattiti e organizza una mostra a latere dedicata ad artisti e designer della Costa d'Avorio. Anche durante Dak'Art 2004 è membro del comitato di selezione e di giuria ed è uno dei curatori delle esposizioni individuali insieme ad Hans Ulrich Obrist e Ivo Mesquita. Nel 2006 è il primo direttore artistico della Biennale di Dakar. Durante Dak'Art 2010 partecipa ai dibattiti.

### Studi e ricerche
Oltre agli studi sull'arte contemporanea africana, la Biennale di Dakar e i grandi protagonisti dell'arte dell'Africa, Yacouba Konaté ha studiato la produzione musicale.

#### Pubblicazioni
Collabora con numerose riviste, tra le quali "Revue Noire" e "Cahiers d’Études africaines". Kacouba Konaté è membro del comitato di redazione della pubblicazione "Critical World" che ha sede nel dipartimento di antropologia dell'Università di Montréal.
- Alpha Blondy: reggae et société en Afrique noire, CEDA, 1987. ISBN 2-86394-134-8
- Christian Lattier, Le sculpteur aux mains nues, Edition Sépia, 1993. ISBN 2-907888-23-4
- La Biennale de Dakar. Pour une esthétique de la création africaine contemporaine. Tête à tête avec Adorno, L'Harmattan, Paris, 2009, ISBN 978-2-296-09645-5
- Génération zouglou in "Cahiers d'Études africaines", dossier Musiques du monde, n. 168, 2002, p. 777-796.

#### Conferenze
Yacouba Konaté partecipa a numerosissime conferenze internazionali. In particolare è invitato a contribuire con la sua conoscenza della Biennale di Dakar, dell'arte contemporanea africana e della produzione artistica della Costa d'Avorio. Interviene anche in conferenze e corsi di formazione focalizzati sull'industria culturale e il ruolo della cultura come strumento di sviluppo economico e sociale.
È moderatore della tavola rotonda L'OFFRE ARTISTIQUE: CRÉATIVITÉ, COMPÉTITIVITÉ - Capacités de production et de diffusion dans un contexte en mutation all'interno del convegno Maintenant l'Afrique ! organizzato da Afrique en Créations e CulturesFrance a Parigi nel 2006.
Partecipa al convegno sulle biennali d'arte organizzato a Bergen in Norvegia nel 2009; nello stesso anno è relatore a Bruxelles della conferenza Culture and Creativity Vectors for Development.